# Cantone di Grand-Couronne
Il Cantone di Grand-Couronne era una divisione amministrativa dell'arrondissement di Rouen.
È stato soppresso a seguito della riforma complessiva dei cantoni del 2014, che è entrata in vigore con le elezioni dipartimentali del 2015.
Comprendeva i comuni di
- La Bouille
- Grand-Couronne
- Le Grand-Quevilly (in parte)
- Hautot-sur-Seine
- Moulineaux
- Petit-Couronne
- Sahurs
- Saint-Pierre-de-Manneville
- Val-de-la-Haye